# Isabel de Badlesmere
Isabel de Badlesmere, Condessa de Northampton (Castelo de Chilham, 1313 – Castelo de Windsor, 8 de junho de 1356) foi mulher de dois nobres ingleses, Edmundo Mortimer e Guilherme de Bohun, 1.º Conde de Northampton. Ela era coerdeira de seu irmão Giles de Badlesmere, 2.º Barão Badlesmere.
Com a idade de oito anos, ela foi enviada para a Torre de Londres junto de sua mãe, Margarida de Clare, e de seus quatro irmãos após essa última ter destratado a Isabel de França, Rainha de Inglaterra, por ordenar um assalto contra ela e se recusar a recebê-la no castelo de Leeds.

## Familiares
Isabel nasceu no Castelo Badlesmere, Kent, Inglaterra em 1313 de Bartolomeu de Badlesmere, 1. º Barão Badlesmere e Margarida de Clare, Baronesa Badlesmere. Ela foi a terceira de quatro filhas. Ela tinha um irmão mais novo chamado Giles Badlesmere, segundo Barão Badlesmere que se casou com Isabel Montagu, mas não tiveram filhos.
Seus avós paternos eram Guncelin de Badlesmere e Joana FitzBernard, e seus avós maternos eram Tomás de Clare, Lorde de Thomond e Juliana FitzGerald de Offaly.
O pai de Isabel foi enforcado, arrastado e esquartejado em 14 de abril de 1322 por ter participado da rebelião do Conde de Lencastre contra o Rei Eduardo II de Inglaterra, e sua mãe foi presa na Torre de Londres até 3 de novembro de 1322. Ela havia sido presa em outubro passado, por encomendar um assalto contra a Rainha consorte Isabel depois de recusar sua admissão no Castelo de Leeds, onde o Barão Badlesmere ocupava o cargo de Governador Isabel e seus irmãos também foram enviados para a Torre juntamente com sua mãe. Ela tinha oito anos na época e estava casada há cinco anos com seu primeiro marido, embora o casamento ainda não tinha sido consumado, devido à sua tenra idade.
Em 1328, o irmão de Isabel, Giles obteve uma reversão de seu pai e conseguiu o baronato como o segundo Barão Badlesmere. Isabel, juntamente com suas três irmãs, eram co-herdeiras de Giles, que não teve filhos com sua esposa. Após a sua morte em 1338, o baronato foi suspenso. As propriedades Badlesmere foram divididas entre as quatro irmãs, Isabel e a parte de Isabel incluía a mansões de Drayton, em Sussex, Kingston e Erith em Kent, uma porção de Finmere em Oxfordshire, bem como uma propriedade em Londres.

## Casamento
Em 27 de junho de 1316, quando ela tinha apenas três anos de idade, Isabel se casou com seu primeiro marido, o filho de Edmundo Mortimer (morto em 16 de dezembro de 1331) e Joana de Geneville, Roger Mortimer, 1.º Conde de March. O contrato de casamento foi feito em 9 de Maio de 1316, e as particularidades do acordo entre seu pai e o potencial sogro é descrito pelo historiador galês R. R. Davies em Lords and Lordship in the British Isles in the late Middle Ages. Lorde Badlesmere teria pago à Roger Mortimer a soma de £2.000, e em troca Mortimer deu Isabel com um dotado de cinco casas senhoriais. O casamento, que não foi consumado até muitos anos depois, produziu dois filhos:
- Rogério Mortimer, 2.º Conde de March (11 de novembro de 1328 – 26 de fevereiro de 1360), casado com Filipa Montacute, filha de Guilherme Montacute, 1.º Conde de Salisbury e Catarina Montacute, Condessa de Salisbury, com quem teve um filho, incluindo Edmund Mortimer, 3.° Conde de March).
- John Mortimer (morreu jovem)

Pela ordem de Eduardo III, o sogro de Isabel, o Conde de Mortimer foi enforcado em novembro de 1330. Suas propriedades foram confiscados pela Coroa, portanto, o marido de Isabel não teve acesso ao seu pariato e morreu um ano depois. O dote de Isabel incluía propriedades em Maelienydd e Comot Dueddwr no País de Gales.
Em 1335, pouco mais de três anos após a morte de Edmund Mortimer, Isabel casou com Guilherme de Bohun, 1.º Conde de Northampton, quinto filho de Humphrey de Bohun, 4.º Conde de Hereford e de Isabel de Rhuddlan. Ele era um comandante militar e diplomata de renome. Seu casamento foi arranjado para acabar com a hostilidade mútua que existia entre as famílias Bohun e Mortimer. A autorização papal era necessária para o seu casamento, pois Bohun e seu primeiro marido, Edmundo Mortimer estavam relacionados consanguineamente em terceiro grau por força de sua descendência comum a partir Enguerrand de Fiennes, Seigneur de Fiennes.
Pelo seu segundo casamento, Isabel teve mais dois filhos:
- Humphrey de Bohun, 7.º Conde de Hereford, 6.º Conde de Essex, 2.º Conde de Northampton (24 de março de 1342 – 16 de janeiro de 1373); depois em 9 de setembro de 1359, casou-se com Joana Fitzalan, com quem teve duas filhas, Leonor de Bohun Duquesa de Gloucester, e Maria de Bohun, esposa de Henrique de Bolingbroke (que mais tarde reinou como rei Henrique IV).

- Isabel de Bohun (c. 1350-3 de abril de 1385), em 28 de setembro de 1359, casou-se com Ricardo Fitzalan, 4.º Conde de Arundel, por quem ela teve sete filhos, incluindo Tomás Fitzalan, 12.º Conde de Arundel, Isabel Fitzalan e Joana Fitzalan, Baronesa Bergavenny.

Em 1348, o condado de March foi restaurado  seu filho mais velho  o sucedeu como 2.º Conde de March.

## Morte
Isabel de Badlesmere morreu em 8 de junho de 1356, com cerca de 43 anos de idade. Ela foi enterrada em Black Frades Priory, Londres. Deixou um testamento datado de 31 de maio de 1356, solicitando o sepultamento no convento. Menção de enterro de Isabel é encontrada nos registros (escrito em latim) da Abadia de Walden Abbey que confirma que ela foi enterrada no local:
Anno Domini MCCCIxx.obiit Willielmus de Boun, Comes Northamptoniae, cujus corpus sepelitur in paret boreali presbyterii nostri. Et Isabela uxor ejus sepelitur Lundoniae in ecclesia fratrum praedictorum ante major altare.